# 毕京京
毕京京（1954年—）祖籍山东省桓台县，生于北京市，中国人民解放军中将。

## 生平
1968年底，毕京京、任志强等北京知青来到今陕西省延安县冯庄公社郭庄大队（今延安市宝塔区郭庄村）插队。当时毕京京年仅14岁，是到延安插队的年龄最小的知青。1970年，毕京京入伍，历任战士、班长、团政治处组织股股长，师政治部副主任，中国人民解放军国防大学政治部组织部部长、校办公室主任、基本系政委、政治部副主任等职务。2006年，任国防大学马克思主义教研部主任。同时他还兼任国防大学中国特色社会主义理论体系研究中心领导小组副组长，国防大学国防经济研究中心副理事长。2012年12月，任国防大学副校长，2017年7月卸任。2018年1月，当选第十三届全国政协委员。
2005年7月，晋升少将军衔。2014年7月，晋升中将军衔。